# Chiesa di San Cresci a Macioli
La chiesa di San Cresci a Macioli si trova a Pratolino, nel comune di Vaglia.

## Storia e descrizione

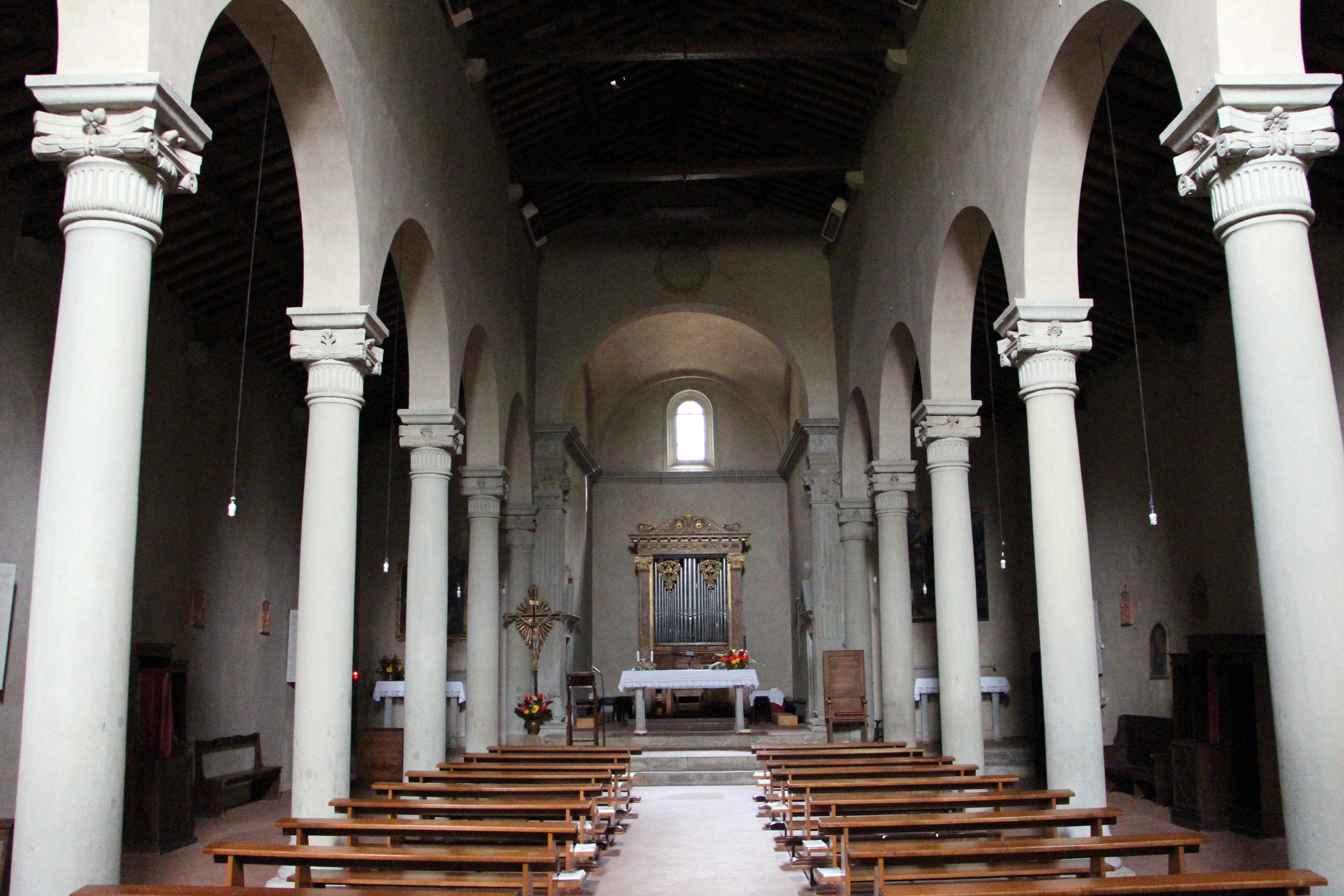
Interno

Si ha memoria di essa fino dal 926 e anticamente era chiamata San Cresci in Albino. Il campanile fu eretto dal pievano "Ambrogio" nel 1279, come ricorda un'iscrizione vicino all'altare. L'interno completamente rifatto tra il 1448 e il 1466, al tempo del pievano Arlotto, famoso per le sue burle e i suoi motti, che la resse dal 1426 al 1468.
L'impianto interno a tre navate suddivise da colonne ioniche è stato avvicinato allo stile di Giuliano da Maiano, ma sembrerebbe piuttosto da mettere in relazione con le opere della bottega di Bernardo Rossellino. A sinistra dell'altare maggiore si trova il busto del pievano "Ambrogio", con l'iscrizione del 1279.
Il cancello in stile gotico del fonte battesimale è in ferro battuto, opera di Battista De Franci.